# دنیس آیتکین
دنیس آیتکین (متولد ۲۱ ژوئیه ۱۹۷۸) داور فوتبال آلمانی ترک تبار است که در اوبرآسباخ زندگی می‌کند. او برای تیم TSV Altenberg از اتحادیه فوتبال بایرن داوری می‌کند. از داوران فیفا است و به عنوان داوران یوفا نیز رتبه‌بندی شده‌است.

## دوران حرفه‌ای
دنیز آیتکین که والدینش از ترکیه به آلمان مهاجرت کرده‌اند، داور TSV آلتنبرگ است و از سال ۲۰۰۴ داور فدراسیون فوتبال آلمان است. در ۲۷ سپتامبر ۲۰۰۸ نخستین بار در بوندسلیگا با قضاوت بازی هرتابرلین برابر انرژی کوتبوس حضور پیدا کرد. همچنین از سال ۲۰۱۱ داور فیفا بوده است.
در اول آوریل ۲۰۱۱، هدایت بازی بین دو تیم سن پائولی و شالکه را در ورزشگاه میلرنتور بر عهده داشت. در حالی که شالکه ۲–۰ پیش بود، در دقیقه ۸۹ پس از برخورد یک لیوان آبجو به گردن دستیارش تورستن شیفنر، بازی را قطع کرد. این هفتمین بازی در تاریخ بوندسلیگا بود که نیمه‌کاره می‌ماند.
آیتکین اولین قضاوت اروپایی خود را در تاریخ ۲۱ ژوئیه ۲۰۱۱ و در بازی مرحله مقدماتی لیگ اروپا ۱۲–۲۰۱۱ بین دو تیم اسپلیت کرواسی و دومژاله اسلوونی انجام داد.
وی در ۲۰ مه ۲۰۱۲ مسئولیت بازی کلوژ و استوا بخارست در لیگ ۱ رومانی را بر عهده داشت.
نخستین بار به عنوان داور در یک مسابقه بین‌المللی، در ۱۱ سپتامبر ۲۰۱۲ در بازی مرحله مقدماتی جام جهانی ۲۰۱۴ بین بوسنی و هرزگوین و لتونی مورد استفاده قرار گرفت.
آیتکین نخستین تجربه خود در لیگ قهرمانان اروپا را در ۲۳ اکتبر ۲۰۱۲ در بازی مرحله گروهی میان نورشلان و یوونتوس داشت.
وی برای اولین تورنمنت بین‌المللی خود، از طرف فیفا به عنوان داور جام‌جهانی زیر ۱۷ سال ۲۰۱۵ شیلی انتخاب شد، جایی که بازی افتتاحیه بین نیجریه و ایالات متحده را داوری کرد.
در تاریخ ۲۷ نوامبر ۲۰۱۵، آیتکین در بازی بین دارمشتات و کلن فیبر عضلانی پاره کرد. دستیار او، کریستین دیتز که تا آن زمان فقط در دسته دوم به عنوان داور اصلی قضاوت داشت، جایگزین او شد.
در آوریل ۲۰۱۷، آیتکین توسط DFB برای فینال جام حذفی فوتبال آلمان ۲۰۱۷ بین آینتراخت و دورتموند برگزیده شد.
در ژوئیه ۲۰۱۹ توسط DFB به عنوان "داور سال ۲۰۱۹" انتخاب شد.
آیتکین اقتصاددان و کارآفرین است و یکی از بنیانگذاران و رئیس هیئت نظارت سایت anwalt.de است که یک بستر مشاوره حقوقی آنلاین را ارائه می‌دهد. همچنین یکی از بنیانگذاران سامانه فروش آنلاین محصولات ورزشی fitnessmarkt.de است. او برای گروه داوری تسیندورف سوت می‌زند.

## جوایز
- کیکر: برترین داور فصل ۲۰۱۹/۲۰[۸]
- DFB: داور سال ۲۰۱۹[۶]